# D-trein
D-treinen waren internationale lange-afstandstreinen waarvoor reizigers een toeslag moesten betalen (in Nederland twee gulden) en konden ook worden gebruikt voor binnenlandse reizen. Omstreeks 1995 werd de toeslag afgeschaft en bestonden er dus geen D-treinen meer. Voor de Tweede Wereldoorlog werden deze treinen met FD aangeduid. Bij deze treinen waren er vaak doorgaande rijtuigen die over een deel van het traject werden gecombineerd met de hoofdverbinding. Bij de D-treinen werden soms ligrijtuigen en slaaprijtuigen meegenomen.

## Geschiedenis
Vanouds bestond een trein uit aparte coupés die elk een deur naar buiten hadden. Het was niet mogelijk tijdens de reis naar een andere coupé te lopen. 
Vanaf 1892 reden in Duitsland treinen die waren samengesteld uit comfortabele nieuwe rijtuigen, de zogeheten D-treinen.  De nieuwe rijtuigen hadden een zijgang zodat er in de trein zelf een doorgang (Durchgang, vandaar de letter D) tussen de coupés is. Verder was er nu ook de mogelijkheid om van het ene naar het andere rijtuig te komen via een harmonica. 
De eerste D-treinen reden op 1 mei 1892 tussen Berlijn-Potsdamer Bahnhof – Paderborn – Köln Hauptbahnhof en Berlijn-Potsdamer Bahnhof – Nordhausen – Frankfurt am Main Hbf. Voor het gebruik van de comfortabele en stipte D-treinen werd een toeslag geheven. Na 25 jaar waren vrijwel alle sneltreinen in Duitsland van D-treinmaterieel voorzien, zodat in 1917 D-trein en sneltrein synoniemen van elkaar geworden waren.

## Deutsche Reichsbahn Gesellschaft
De D-treinen die tussen 1920 en 1939 bij de Deutsche Reichsbahn-Gesellschaft (DRG) werden ingezet reden voornamelijk op de middellange afstanden. Dit in tegenstelling tot FD-treinen, die in de diensten voor de lange afstand reden. De DRG introduceerde op 1 juni 1923 voor het eerst FD-treinen in de dienstregeling. De letters FD staan voor Fern-Durchgangszug. De FD-treinen waren, naast de internationale L-treinen die door de Compagnie Internationale des Wagons-Lits (CIWL) en Mitropa geëxploiteerd werden, het beste wat de DRG te bieden had in het personenvervoer.
In de nasleep van de Eerste Wereldoorlog had Mitropa twee internationale treinen in dienst genomen, maar de CIWL en Mitropa kwamen regelmatig met elkaar in botsing over de dienstregeling. Voor de gebiedsverdeling werden op 23 april 1925 en 20 mei 1925 twee overeenkomsten tussen de twee bedrijven en de DRG gesloten. Hierbij kreeg Mitropa de treinen tussen Duitsland en Nederland, alsmede tussen Duitsland en Scandinavië. CIWL mocht transittreinen in oost-westrichting door Duitsland laten rijden. Verder werden met Zwitserland overeenkomsten gesloten voor Zwitserse bestemmingen, zodat zowel Mitropa als CIWL met treinen naar en door Zwitserland mochten rijden.

## Internationaal
Nadat Duitsland in 1926 was toegelaten tot de Volkenbond kon de uitbreiding van het internationale net van Mitropa pas echt van start gaan. Op de Europese dienstregelingenconferentie van oktober 1927 te Praag diende Duitsland een groot aantal aanvragen in voor nieuwe treinen. Tevens werd door Duitsland de invoering van luxetreinen bepleit om Engeland, Nederland, Duitsland en Zwitserland met elkaar te verbinden. Mitropa en de Deutsche Reichsbahn wilden hiermee de concurrentie aangaan met de luxetreinen van de CIWL. Zowel de legendarische Rheingold van Mitropa als de Edelweiss van CIWL kwamen zo tot stand. De Rheingold werd op 15 mei 1928 geïntroduceerd, de Edelweiss op 15 juni 1928, beide als luxetrein op de verbinding tussen Nederland en Zwitserland. Door de uitbreiding van het aantal Duitse internationale treinen verspreidde zich ook het begrip D-trein over Europa. Na de Tweede Wereldoorlog is het begrip D-trein nog lange tijd gebruikt, totdat de betreffende treinen vanaf 1980 geleidelijk opgingen in Eurocity, EuroNight en HSL-verbindingen.

## Diensten van D–treinen
Deze treinen reden op de onderstaande routes:
| Treinnummer                            | Naam                                | Traject | Bedrijf                      | Periode van bestaan                                                                        |
| -------------------------------------- | ----------------------------------- | --- | ---------------------------- | ------------------------------------------------------------------------------------------ |
| FFD 101, 102                           | Rheingold                           | Basel SBB – Freiburg – Baden-Baden – Karlsruhe – Mannheim – Mainz – Köln – Düsseldorf – Duisburg – Emmerich (dienst stop) – Zevenaar – Arnhem – Utrecht – Amsterdam / Utrecht – Hoek van Holland (Doorgaande rijtuigen: Utrecht – Hoek van Holland, sinds 1929: Luzern / Zürch HB – Basel SBB – Amsterdam / Hoek van Holland. Overgang landsgrens: Basel Bad Bf, Emmerich (Gr)) | DRG                          | van 15 mei 1928 tot mei 1939                                                               |
| FFD 101, 102                           | Rheingold                           | Milano – Chiasso – (Gotthard) – Basel SBB (K) – Freiburg – Baden-Oos – Karlsruhe – Mannheim – Mainz – Köln – Düsseldorf – Duisburg – Emmerich – Zevenaar – Arnhem – Utrecht – Hoek van Holland (Doorgaande rijtuigen: Utrecht – Amsterdam. Overgang landsgrens: Chiasso (Gr), Basel Bad Bf, Emmerich (Gr)) | DRG                          | van mei 1939 tot 1940                                                                      |
| D 163, 164                             |                                     | Basel SBB – Mannheim – Mainz – Köln – Venlo – Hoek van Holland (In 1947 op Duits traject FD 163, 164. Overgang landsgrens: Basel Bad Bf, Kaldenkirchen) | DB                           | van 17 december 1946 tot 1951                                                              |
| FD 163, 164                            | Rheingold Express                   | Basel SBB – Mannheim – Mainz – Köln – Venlo – Hoek van Holland (Overgang landsgrens: Basel Bad Bf, Kaldenkirchen) | DB                           | van 1951 tot 17 mei 1953                                                                   |
| FD 263, 264                            | Rheingold Express                   | Köln – Oberhausen – Emmerich – Amsterdam (Doorgaande rijtuigen: van FD 163/164 Basel – Köln. Overgang landsgrens: Emmerich (Gr)) | DB                           | van 1951 tot 17 mei 1953                                                                   |
| F 9, 10                                | Rheinpfeil Express                  | Basel SBB – Mannheim – Mainz – Köln – Venlo – Hoek van Holland (Overgang landsgrens: Basel Bad Bf, Kaldenkirchen) | DB                           | van 18 mei 1952 tot 17 mei 1953                                                            |
| F 9, 10                                | Rheingold                           | Basel SBB – Mannheim – Mainz – Köln – Venlo – Hoek van Holland (in 1958 volgden vijf doorgaande rijtuigen: Luzern / Zürich / Interlaken Ost / Amsterdam en Hagen / Dortmund – Venlo – Hoek van Holland. Overgang landsgrens: Basel Bad Bf, Kaldenkirchen) | DB                           | van 17 mei 1953 tot 27 mei 1962                                                            |
| FD 163, 164                            | Loreley Express                     | Basel SBB – Mannheim – Mainz – Köln (K) – Venlo – Hoek van Holland (in 1958 volgden vijf doorgaande rijtuigen: Luzern / Zürich / Interlaken Ost – Amsterdam en Hagen / Dortmund – Venlo – Hoek van Holland. Overgang landsgrens: Basel Bad Bf, Kaldenkirchen) | DB                           | van 17 mei 1953 tot 1969                                                                   |
| D 163, 164                             | Loreley Express                     | Basel SBB – Mannheim – Mainz – Köln – Emmerich – Arnhem – Utrecht – Hoek van Holland (Doorgaande rijtuigen: Basel – Arnhem – Amsterdam. Overgang landsgrens: Basel Bad Bf, Emmerich (Gr)) | DB                           | van 1970 tot 19??                                                                          |
| D 203, 202                             | Loreley Express                     | Hoek van Holland via Rotterdam, Venlo naar Keulen. In Keulen werd deze trein met de D 215 gecombineerd | DB, NS                       | tot december 2003                                                                          |
| D 215, 214                             | Loreley Express                     | Amsterdam via Keulen naar Basel SBB (doorgaande rijtuigen Hoek van Holland – Basel SBB via Utrecht | DB. NS                       | van ... tot december 2003                                                                  |
| D                                      | Rivièra Express                     | Amsterdam – Keulen – Frankfurt/M – Simplon – Genua – Ventimiglia | DB en FS                     | van 1957 tot 1995                                                                          |
| D                                      | Rivièra Express                     | Nice – Ventimiglia – Genua – Milaan – Brenner – Wenen - Warschau - Minsk - Moskou | SNCF - PKP - RZD             | vanaf 09.2010                                                                              |
| F 211, 212                             | Italien-Skandinavien-Express (X)    | Basel SBB – København H |                              | 1951-1953                                                                                  |
| F 211, 212                             | Italien-Skandinavien-Express (X)    | Roma – København H |                              | 1953-1959                                                                                  |
| F 211, 212                             | Italien-Skandinavien-Express (X)    | Roma – København H |                              | 1960-1967                                                                                  |
| F 3, 4                                 | Italien-Skandinavien-Express (X)    | Roma – København H |                              | 1967-19??                                                                                  |
| F 108, 107                             | Holland – Italië Express (X)        | Basel SBB |                              | van 1951 tot 1952                                                                          |
| F 108, 107                             | Holland – Italië Express (X)        | Amsterdam – Basel SBB – Roma |                              | van 1953 tot 1966                                                                          |
| F 93, 92                               | Holland – Italië Express (X)        | Amsterdam – Basel SBB – Roma |                              | van 1967 tot 1969                                                                          |
| D 201, 200                             | Holland – Italië Express (X)        | Amsterdam Centraal – Utrecht Centraal – Arnhem – Emmerich – Düsseldorf Hbf – Köln Hbf – Bonn Hbf – Koblenz Hbf – Mainz Hbf – Frankfurt (Main) Hbf – Mannheim Hbf – Karlsruhe Hbf – Basel Bad Bf – Basel SBB (K) – Olten – Zürich HB (K) – (Gotthard route) – Bellinzona – Lugano – Chiasso – Como S. Giovanni – Milano Centrale, vanaf 29-05-1995 was Rimini het eindpunt. (Overgang landsgrens: Emmerich (Gr), Basel Bad Bf, Chiasso. Reed dagelijks: Amsterdam – Milano, ma t/m za: Milano – Amsterdam) | NS, DB, SBB/CFF, FS          | van 1970 tot 28-05-1994, vanaf 29-05-1994 ging deze als Int 201, 201 verder tot 01-06-1996 |
| D 1200                                 | Holland - Italië Express (X)        | Milano Centrale – Domodossola (dienst stop) – (Simplon route) – Brig – (Lötschberg route) – Bern – Olten – Basel SBB (K) – Basel Bad Bf – Karlsruhe Hbf – Mannheim Hbf – Frankfurt(Main)Hbf – Mainz Hbf – Koblenz Hbf – Bonn Hbf – Köln Hbf – Düsseldorf Hbf – Emmerich – Arnhem – Utrecht Centraal – Amsterdam Centraal (Overgang landsgrens: Iselle transito, Basel Bad Bf, Emmerich (Gr). Reed alleen op zo: Milano – Amsterdam) | FS, SBB/CFF, DB, NS          | van ... tot december 2003                                                                  |
| D 216, 217                             | Austria Express                     | Amsterdam – Utrecht – tot 1987 Arnhem – Nijmegen – Kleve – na 1987 s-Hertogenbosch – Eindhoven – Venlo – Klagenfurt (Overgang landsgrens: tot 1987 Nijmegen, vanaf 1987 Venlo, Salzburg) |                              | van .... tot 1988                                                                          |
| D 218, 219                             | Tauern Express                      | Split – Knin – Ostarije – Karlovac – Zagreb Gl K – Zidani Most – Ljubljana – Kranj – Lesce – Bled – Jesenice – Rosenbach – Villach – Spittal – Millstättersee – Mallnitz – Obervellach – Badgastein – Bad Hofgastein – Schwarzach – St Veith – Bischofshofen – Salzburg – Rosenheim – München Hbf (K) – Augsburg – Ulm – Stuttgart – Heidelberg – Mannheim – Mainz – Koblenz – Bonn – Köln Hbf (K) – Aachen – Verviers – Liège-G. – Brussel – Gent-St. Pieters – Brugge – Oostende (Overgang landsgrens: Salzburg, Aachen) | JZ, ÖBB, DB, DB/ISTG, SNCB   | van 1978 tot 1988                                                                          |
| D 218, 219                             |                                     | Salzburg – Rosenheim – München Hbf (K) – Augsburg – Ulm – Stuttgart – Heidelberg – Mannheim – Mainz – Koblenz – Bonn – Köln Hbf (K) – Aachen – Verviers – Liège-G. – Brussel – Gent-St. Pieters – Brugge – Oostende (Overgang landsgrens: Salzburg, Aachen) | DB, SNCB                     | van 1988 tot 1991                                                                          |
| D                                      | Oriënt-Express                      | Calais – Paris – Strasbourg – München – Wien – Budapest – Bucarest – Verna / Bucarest – Istanbul (boot verbinding Verna – Istanbul 1883 – 1889) |                              | 1883 – 1914, 1930 – 1939, 1945 – 1962                                                      |
| D                                      | Simplon Orient Express              | Paris – Lausanne – (Simplon route) – Milaan – Venetië – Belgrado – Sofia – Istanbul |                              | 1919 – 1939, 1945 – 1962                                                                   |
| D                                      | Direct Simplon Orient Express       | Paris – Lausanne – (Simplon route) – Milaan – Venetië – Belgrado – Sofia – Istanbul |                              | 1977                                                                                       |
| D                                      | Arlberg Oriënt Express              | London – Dover – (F) – Calais – Paris – Zürich HB – Innsbruck – Wien – Budapest – Belgrado – Athene |                              | 1930 – 1939, 1945 – 1962                                                                   |
| D                                      | Venice Simplon Orient Express       | Venetië – Milaan – (Simplon) – Lausanne – Paris – Calais |                              | 1982 – 2005                                                                                |
| D                                      | Oriënt-Express                      | Paris-Est – Strasbourg – Kehl – Baden-Baden – Karlsruhe Hbf – Stuttgart Hbf (K) – München Hbf (K) – Salzburg Hbf – Linz Hbf – St.Pölten Hbf – Wien Hütteldorf – Wien Westbahnhof (Overgang landgrens: Kehl (Gr), Salzburg (Gr))) | ÖBB                          | van 1 april 1946 tot 1964                                                                  |
| D                                      | Oriënt-Express                      | Paris-Est – Strasbourg – Kehl – Baden-Baden – Karlsruhe Hbf – Stuttgart Hbf (K) – München Hbf (K) – Salzburg Hbf – Linz Hbf – St.Pölten Hbf – Wien Hütteldorf – Wien Westbahnhof – Budapest – later ook naar Bukarest (Overgang landgrens: Kehl (Gr), Salzburg (Gr))) | ÖBB                          | van 1964 tot 199?                                                                          |
| D 224, 225                             | Wien-Oostende-Express (X)           | Wien Westbf. – St. Pölten – Amstetten – Linz – Wels – Bad Schallerb-Wallern. – Grieskirchen-Gallspach – Neumarkt-Kallham – Schärding – Passau – Plattling – Straubing – Regensburg – Nürnberg – Würzburg – Gemünden – Aschaffenburg – Hanau – Frankfurt am Main Hbf (K) – Mainz – Bingerbrück – Koblenz – Bonn – Köln Hbf (K) – Aachen – Verviers – Liège-G. – Brussel – Gent-St. Pieters – Brugge – Oostende (Overgang landsgrens: Passau, Aachen) | MAV, ÖBB, DB, SNCB           | van 1978 tot 1988                                                                          |
| D 224, 225                             | Bayern-Austria-Nachtexpress         | Wien Westbf. – St. Pölten – Amstetten – Linz – Wels – Bad Schallerb-Wallern. – Grieskirchen-Gallspach – Neumarkt-Kallham – Schärding – Passau – Plattling – Straubing – Regensburg – Nürnberg – Würzburg – Gemünden – Aschaffenburg – Hanau – Frankfurt am Main (K) – Mainz – Bingerbrück – Koblenz – Bonn – Köln Hbf (K) – Aachen – Verviers – Liège-G. – Brussel – Gent-St. Pieters – Brugge – Oostende (Doorgaande rijtuigen: Wien-Köln-(D214)-Amsterdam, Amsterdam-(D215)-Köln-(D225)-Wien. Overgang landsgrens: Passau, Aachen) | ÖBB, DB, SNCB, NS            | van 1991 tot 1993                                                                          |
| D 1224, 1225                           | Wien-Oostende-Express (X)           | Wien Westbf. – St. Pölten – Amstetten – Linz – Wels – Bad Schallerb-Wallern. – Grieskirchen-Gallspach – Neumarkt-Kallham – Schärding – Passau – Plattling – Straubing – Regensburg – Nürnberg – Würzburg – Gemünden – Aschaffenburg – Hanau – Frankfurt am Main Hbf (K) – Mainz – Bingerbrück – Koblenz – Bonn – Köln Hbf (K) – Aachen – Verviers – Liège-G. – Brussel – Gent-St. Pieters – Brugge – Oostende (Overgang landsgrens: Passau, Aachen) | MAV, ÖBB, DB, SNCB           | van 1988 tot 1991                                                                          |
| F 191, 192                             | Holland-Skandinavien-Express (X)    | Hoek van Holland – København H / Nyborg / Stockholm |                              | 1951-1966                                                                                  |
| D 370, 373                             |                                     | Madrid-Chamartín – Alcalá de Henares – Guadalajara – Sigüenza – Arcos de Jalón – Calatayud – Zaragoza Delicias – La Puebla de Hijar – Caspe – Flix – Mora la Nova – Reus – Tarragona – Sant Vicenc de Calde – Barcelona Sants – Granollers – Caldes de Malavella – Girona – Flassa – Figueras – Llanca – Port Bou – (Alleen D 370: Cerbère) (Rijdt niet dagelijks) | RENFE                        | ?? - nu.                                                                                   |
| F 391, 392                             | Holland-Skandinavien-Express (X)    | Hoek van Holland - Schiedam Rotterdam West - Utrecht CS - Amersfoort - Deventer - Hengelo - Bad Bentheim - Osnabrück - Bremen - Hamburg Hbf - Puttgarden - Rodby F– København H / Nyborg / Stockholm | NS, DB, DSB                  | 1967-19??                                                                                  |
| D 231, 230                             | Holland-Skandinavien-Express (X)    | Hoofdorp/Schiphol - Amsterdam CS - Amersfoort - Deventer - Hengelo - Bad Bentheim - Osnabrück - Bremen - Hamburg Hbf - Puttgarden - Rodby F - Nykubing - Kobenhavn | NS, DB, DSB                  | van ???? tot 1988                                                                          |
| D 232, 233                             | Nord-Express                        | København H – Næstved st – Nykøbing F st – Rødby F st – (F) – Puttgarden – Lübeck – Hamburg Hbf – Bremen – Osnabrück – Münster – Gelsenkirchen – Essen – Duisburg – Düsseldorf – Köln – Aachen – Welkenraedt – Verviers – Liège – G. – Namur – Charleroi-Sud – Jeumont – Maubeuge – Aulnoye – St. Quentin – Paris-Nord (met ingang van 1986 ingekort København – Aachen. Overgang landsgrens: Rødby F, Aachen*) | DSB, DB, SNCF                | van 1945 tot 11 december 1997                                                              |
| D 1232, 1233                           | Viking-Express                      | Helsingør – København H – Naestved st – Nykøbing F st – Rødby F st – (F) – Puttgarden – Hamburg – Düsseldorf – Köln – Aachen – Verviers – Liège-G. – Namur – Charleroi-Sud – Maubeuge – Paris-Nord (Doorgaande rijtuigen alleen 's zomers 1986/1988: Stockholm (40/41) – Helsingborg – (F) – Helsingør (D 1232/1233) – Paris. In 1989 ingekort København – Paris: doorgaande rijtuigen alleen 's zomers 1989/1992: Helsingør – København (D 1232/1233) – Paris. Overgang landsgrens: Rødby F, Aachen) | SNCF, DB, DB/ISTG            | van 1986 tot 1995                                                                          |
| D 234, 235                             |                                     | København H – Næstved st – Nykøbing F st – Rødby F st – (F) – Puttgarden – Lübeck – Hamburg Hbf – Bremen – Osnabrück – Münster – Gelsenkirchen – Essen – Duisburg – Düsseldorf – Köln – Aachen – Welkenraedt – Verviers – Liège-G. – Namur – Charleroi-Süd – Jeumont – Maubeuge – Aulnoye – St. Quentin – Paris-Nord (met ingang van 1981 ingekort Hamburg – Paris. Overgang landsgrens: Rødby F, Aachen) | DSB, DB, SNCB, SNCF          | van 1978 tot 1998                                                                          |
| D 238, 239                             |                                     | Köln – Düren – Aachen – Verviers – Liège-G. – Brussel – Aulnoye – St. Quentin – Paris-Nord (Overgang landgrens: Aachen Süd (Gr), Jeumont(fr)) | SNCF                         | van 1989 tot 14 december 1997                                                              |
| D 240, 241                             | Ost–West–Express                    | Moskwa Bjelorusskaja (15) – Smolensk – Minsk – Brest Centr. (240) – Terespol – Siedlce – Warszawa Gdanska – Kutno – Konin – Poznan Gl. – Zbaszynek – Rzepin – Kunowice – Frankfurt Oder – Berlin Ostbf. – Berlin Friedrichstraße – Berlin Zool. Garten – Berlin – Wannsee – Marienborn – Helmstedt – Braunschweig – Hannover – Minden – Herford – Bielefeld – Hamm – Dortmund – Wanne – Eickel – Gelsenkirchen – Essen – Duisburg – Düsseldorf – Köln – Aachen – Welkenraedt – Verviers – Liège-G. – Namur – Charleroi-Sud – Jeumont – Maubeuge – Aulnoye – St. Quentin – Paris-Nord (Overgang landgrens: Brest, Frankfurt Oder (Gr), Aachen Süd (Gr), Jeumont(fr)) |                              | van 1960 tot 1998                                                                          |
| D 242, 243                             |                                     | Warszawa Wschodnia – Warszawa Centralna – Kutno – Poznan Gl. – Zbaszynek – Rzepin – Kunowice – Frankfurt Oder – Berlin Ostbf – Berlin Friedrichstraße – Berlin Zool. Garten – Berlin-Wannsee – Marienborn – Helmstedt – Braunschweig – Hannover – Minden – Bad Oeynhausen – Herford – Bielefeld – Gütersloh – Hamm – Dortmund – Bochum – Essen – Duisburg – Düsseldorf – Köln – Aachen – Welkenraedt – Verviers – Liège-G.- Namur – Charleroi-Sud – Jeumont – Maubeuge – Aulnoye – St. Quentin – Paris-Nord (Overgang landgrens: Frankfurt Oder (Gr), Aachen Süd (Gr), Jeumont(fr)) | DR, DB, SNCF                 | van 1980 tot 1991                                                                          |
| D 242, 243                             |                                     | Dortmund – Bochum – Essen – Duisburg – Düsseldorf – Köln – Aachen – Welkenraedt – Verviers – Liège-G.- Namur – Charleroi-Sud – Jeumont – Maubeuge – Aulnoye – St. Quentin – Paris-Nord (Overgang landgrens: Aachen Süd (Gr), Jeumont(fr)) | DB, SNCF                     | van 1991 tot 1992                                                                          |
| D 242, 243                             |                                     | Berlin Ostbf – Berlin Friedrichstraße – Berlin Zool. Garten – Berlin-Wannsee – Marienborn – Helmstedt – Braunschweig – Hannover – Minden – Bad Oeynhausen – Herford – Bielefeld – Gütersloh – Hamm – Dortmund – Bochum – Essen – Duisburg – Düsseldorf – Köln – Aachen – Welkenraedt – Verviers – Liège-G.- Namur – Charleroi-Sud – Jeumont – Maubeuge – Aulnoye – St. Quentin – Paris-Nord (Overgang landgrens: Aachen Süd (Gr), Jeumont(fr)) | DB, SNCF                     | van 1992 tot 1998                                                                          |
| D 244, 245                             |                                     | Brest – Terespol – Siedlce – Warszawa Gdanska – Kutno – Konin – Poznan Gl. – Zbaszynek – Rzepin – Kunowice – Frankfurt – Berlin Ostbf. – Berlin Friedrichstr – Berlin Zool Garten – Berlin-Wannsee – Marienborn – Helmstedt – Braunschweig – Hannover – Minden – Herford – Bielefeld – Gütersloh – Hamm – Dortmund – Wanne-Eickel – Gelsenkirchen – Essen – Duisburg – Düsseldorf – Köln – Aachen (Doorgaande rijtuigen: (SZD) Moskou (15/240) – Brest (D 244) – Aachen, (SZD) Aachen – Brest (16/241) – Moskou. Overgang landgrens: Frankfurt Oder (Gr)) | SZD, PKP, DR, DB, SNCB       | van 1981 tot 1984                                                                          |
| D 244, 245                             |                                     | Brest – Terespol – Siedlce – Warszawa Gdanska – Kutno – Konin – Poznan Gl. – Zbaszynek – Rzepin – Kunowice – Frankfurt – Berlin Ostbf. – Berlin Friedrichstr – Berlin Zool. Garten – Berlin-Wannsee – Marienborn – Helmstedt – Braunschweig – Hannover – Minden – Herford – Bielefeld – Gütersloh – Hamm – Dortmund – Wanne-Eickel – Gelsenkirchen – Essen – Duisburg – Düsseldorf – Köln – Aachen (Doorgaande rijtuigen: (SZD) Moskou (D 240) – Warszawa (D 244) – Aachen (D 810) – Oostende, SZD) Oostende (D 1225) – Aachen (D 245) – Rzepin (D 241) – Moskwa. Overgang landgrens: Frankfurt Oder (Gr)) | SZD, PKP, DR, DB, SNCB       | van 1984 tot 1991                                                                          |
| D 246, 247                             |                                     | Warszawa Gdanska – Kutno – Poznan – Zbaszynek – Rzepin – Kunowice – Frankfurt/O – Berlin Ostbhf. – Berlin-Friedrichstraße – Berlin-Zoo – Berlin-Wannsee – Marienborn – Helmstedt – Braunschweig – Hannover – Minden – Bad Oeynhausen – Herford – Bielefeld – Gütersloh – Hamm – Unna – Hagen – Wuppertal-Elberfeld – Solingen-Ohligs – Köln – Düren – Aachen – Welkenraedt – Verviers – Liège-G. – Huy Nord – Namur – Charleroi-Sud – Erquelinnes – Jeumont – Maubeuge – Aulnoye – St. Quentin – Paris Nord (Doorgaande rijtuigen: (SZD) Leningrad (25) – Warszawa (D 246) – Paris (alleen 's zomers), (SZD) Paris – Warszawa (26) – Leningrad (alleen 's zomers). Overgang landgrens: Frankfurt Oder (Gr), Aachen Süd (Gr), Jeumont(fr))                                                       | SZD, DB, SNCF                | van 1978 tot 1979                                                                          |
| D 246, 247                             |                                     | Warszawa Gdanska – Kutno – Poznan – Zbaszynek – Rzepin – Kunowice – Frankfurt/O – Berlin Ostbhf. – Berlin-Friedrichstraße – Berlin-Zoo – Berlin-Wannsee – Marienborn – Helmstedt – Braunschweig – Hannover – Minden – Bad Oeynhausen – Herford – Bielefeld – Gütersloh – Hamm – Unna – Hagen – Wuppertal-Elberfeld – Solingen-Ohligs – Köln – Düren – Aachen (Doorgaande rijtuigen: (SZD) Leningrad (25) – Warszawa (D 246) – Aachen (D 434) – Paris (alleen 's zomers), (SZD) Paris (D 435) – Aachen (D 247) – Warszawa (26) – Leningrad (alleen 's zomers). Overgang landgrens: Frankfurt Oder (Gr)) | SZD, DB, SNCF                | van 1979 tot 1982                                                                          |
| D 248, 249                             | Gustave EIffel                      | Köln – Düren – Aachen – Verviers – Liège-G. – Brussel – Aulnoye – St. Quentin – Paris-Nord (Overgang landgrens: Aachen Süd (Gr), Jeumont(fr)) | SNCF                         | van 1988 tot 1989                                                                          |
| D 281, 283, 285, 287, D 282, 284, 286, |                                     | Dagtrein: Paris Nord - St. Quentin - Aulnoye - Brussel Zuid - Antwerpen - Roosendaal - Rotterdam CS - Den Haag HS - Amsterdam CS | SNCF                         | van ?? tot juni 1996                                                                       |
| D 288, 289                             |                                     | Nachttrein: Paris Nord - St. Quentin - Aulnoye - Brussel Zuid - Antwerpen - Roosendaal - Rotterdam CS - Den Haag HS - Amsterdam CS | SNCF                         |                                                                                            |
| D 296, 2 97                            |                                     | Amsterdam CS – Utrecht – Eindhoven – Roermond – Sittard – Maastricht – Visé – Liège-G. (K) – Aywaille – Trois-Ponts – Vielsalm – Gouvy – Troisvierges – Clervaux – Ettelbruck – Mersch – Luxembourg – Thionville – Metz – Strasbourg – Sélestat – Colmar – Mulhouse – Basel SBB – Olten – Zofingen – Luzern – Arth – Goldau – Erstfeld – Bellinzona – Lugano – Chiasso – Como – Milano C (K) – Bologna – Imola – Faenza – Forlì – Cesena – Rimini – Rimini Miramare – Riccione – Cattolica S. Giovanni – Gabicce – Persaro – Fano – Senigallia – Falconara Marittima – Ancona, overgang landsgrenzen: Visé(fr)-Gouvy(fr)-Bettembourg(fr)-Basel SBB-Chiasso (Reed in de periode 1978-1981: Amsterdam – Basel SBB. Winterdienstregeling 1978: alleen Maastricht – Milano / Erstfeld – Maastricht) | FS, SBB, SNCF, CFL, NMBS, NS | van 1978 tot 1989                                                                          |
| D 344, 345                             |                                     | Hoek van Holland Haven - Schiedam Rotterdam West - Utrecht CS - Amersfoort - Apeldoorn - Deventer - Hengelo - Bad Bentheim - Osnabrück - Hannover (splitsing van rijtuiggroep naar Goslar - Bad Harzburg) - Braunschweig - Helmstedt - Berlin Zoo - Berlin Friedrichstrasse | DB, DR                       | van ?? tot 1991                                                                            |
| D 347, 346                             |                                     | Wien Westbahnhof – Bruck a. d. Leitha – Hegyeshalom – Györ – Budapest-Kelenföld – Budapest-Keleti pu – Szolnok – Békéscsaba – Lököshaza – Curtici – Arad – Deva – Simeria – Alba Iulia – Blaj – Medias – Sighisoara – Brasov – Predeal – Sinaia – Ploiesti Vest – Bucuresti Nord Gr. A (Overgang landsgrens: Hegyeshalom(Gr)) |                              | – nu.                                                                                      |
| D 430, 431                             | Molière                             | København H – Naestved – Nykøbing F – Rødby F – (F) – Puttgarden – Lübeck – Hamburg – Bremen – Osnabrück – Münster – Hamm – Dortmund – Bochum – Essen – Duisburg – Düsseldorf – Köln – Aachen – Verviers – Liège-G. – Namur – Charleroi-Sud – Maubeuge – St. Quentin – Paris-Nord |                              | van 1983 tot 1987                                                                          |
| D 432, 433                             | Diamant                             | Köln – Deutz – Köln – Aachen – Verviers – Liège-G. – Brussel – St. Quentin – Paris-Nord | DB, SNCF                     | van 1970 tot 1981                                                                          |
| D 434, 435                             | Parsifal                            | Köln-Deutz – Köln Hbf- Aachen – Verviers – Liège-G. – Namur – Charleroi – Sud – Maubeuge – St. Quentin – Paris-Nord | DB, SNCF                     | van 1979 tot 1983                                                                          |
| D 496, 495                             |                                     | Amsterdam CS – Utrecht – Eindhoven – Roermond – Sittard – Maastricht – Visé – Liège-G. (K) – Aywaille – Trois–Ponts – Vielsalm – Gouvy – Troisvierges – Clervaux – Ettelbruck – Mersch – Luxembourg – Thionville – Metz – Strasbourg – Sélestat – Colmar – Mulhouse – Basel SNCF, overgang landsgrenzen: Visé(fr)-Gouvy(fr)-Bettembourg(fr)-Basel (Winterdienstregeling: alleen Maastricht – Basel / Basel – Maastricht) | SNCF, CFL, SNCB              | van 1989 tot 1994                                                                          |
| D 562, 561                             | Bergland Express                    | Den Haag – Utrecht – Eindhoven – Venlo – Kaldenkirchen – Kufstein – Innsbruck (doorgaande rijtuigen D1562, Rosenheim – Salzburg, D1561 Salzburg – Rosenheim. Reed vr: Den Haag – Innsbruck, za: Innsbruck – Den Haag) |                              | van 1950 tot 1990                                                                          |
| D 562, 561 vanaf Basel D 1062, 1061    | Bergland Express en Hotelplan       | Bergland Express Den Haag – Utrecht – Eindhoven – Venlo – Kaldenkirchen – Mannheim – Basel Bad Bf – Basel SBB (K) – Olten. Hotelplan Den Haag – Utrecht – Eindhoven – Venlo – Kaldenkirchen – Mannheim – Basel Bad Bf – Basel SBB – Olten – Lutzern. (Doorgaande rijtuigen Bergland Express D1062, Rosenheim – Salzburg, D1061 Salzburg – Rosenheim, doorgaande rijtuigen Hotelplan D862 Ulm – Reutte, D861 Reutte – Ulm. Reed za: Den Haag – Olten/Lutzern, zo: Olten/Luzern – Den Haag) |                              | van 1982 tot 1985                                                                          |
| D 1212, 1213                           |                                     | Villach – Spittal-Millstättersee – Mallnitz-Obervellach – Badgastein – Bad Hofgastein – Schwarzach-St Veith – Bischofshofen – Salzburg – Traunstein – Prien – Rosenheim – München (K) – Augsburg – Esslingen – Heidelberg – Mannheim – Mainz – Koblenz – Köln (K) – Aachen – Verviers – Liège-G. – Brussel – Gent-St-Pieters – Brugge – Oostende (Doorgaande rijtuigen: (SZD) Moskwa (D 240) – Aachen (D 1212) – Oostende, (SNCB/CIWL) København (D 234) – Aachen (D 1212) – Oostende, (DSB) København (D 234) – Aachen (D 1212) – Oostende, (SZD) Oostende – Aachen (D 241) – Moskwa, (SNCB) Oostende – Aachen (D 241) – Warszawa. Overgang landgrens: Salzbug (Gr), Aachen Süd (Gr)) | DB, SNCB                     | van 1980 tot 1982                                                                          |
| D 1212, 1213                           |                                     | Villach – Spittal-Millstättersee – Mallnitz-Obervellach – Badgastein – Bad Hofgastein – Schwarzach-St Veith – Bischofshofen – Salzburg – Traunstein – Prien – Rosenheim – München Hbf (K) – Augsburg – Esslingen – Heidelberg – Mannheim – Mainz – Koblenz – Köln Hbf (K) – Aachen – Verviers – Liège-G. – Brussel – Gent-St. Pieters – Brugge – Oostende (Overgang landgrens: Salzbug (Gr), Aachen Süd (Gr)) | DB, SNCB                     | van 1983 tot 1987                                                                          |
| D 1212, 1213                           |                                     | Zell am See – Fieberbrunn – St Johann in Tirol – Kitzbühel – Kirchberg in Tirol – Wörgl – Kufstein – Rosenheim – München (K) – Augsburg – (Kornwestheim) – Heidelberg – (Darmstadt) – Mainz – Koblenz – Köln (K) – Aachen – Verviers – Liège-G. – Brussel – Gent-St. Pieters – Brugge – Oostende (Overgang landgrens: Kufstein (Gr), Aachen Süd (Gr)) | DB, SNCB                     | van 1988 tot 1991                                                                          |
| D 1249, 1248                           |                                     | Berlijn Zoologischer Garten – Berlijn Hbf – Frankfurt (Oder) – Warszawa Wschodnia – Brest Central – Minsk (BY) – Novosibirsk (RUS) |                              | van ???? tot ????                                                                          |
| D 1420, 1421                           |                                     | Frankfurt (M) – Wiesbaden – Rüdesheim – Koblenz – Neuwied – Linz am Rhein – Königswinter – Bonn-Beuel – Köln Hbf – Düren – Aachen – Welkenraedt – Liège-G. – Brussel-Noord – Brussel-Zuid – Gent-St. Pieters – Brugge – Oostende (In de periode 1987 t/m 1989 ingekort Köln-Oostende) | DB, SNCB                     | van 1984 tot 1989                                                                          |
| D 1432, 1433                           |                                     | Frankfurt (M) – Wiesbaden – Rüdesheim – Koblenz – Neuwied – Linz am Rhein – Königswinter – Bonn-Beuel – Köln Hbf – Düren – Aachen – Welkenraedt – Liège-G. – Brussel-Noord – Brussel-Zuid – Gent-St. Pieters – Brugge – Oostende (ma/za: Ds Post (SNCB) Köln (14208) – Aachen (D 1243) – Oostende) | DB, SNCB                     | van 1980 tot 1983                                                                          |
| D 208, D 209                           | Colonia Express / Britannia express | Hoek van Holland – Köln via grensovergang: Venlo Köln - Hoek van Holland via grensovergang: Venlo |                              | van ???? tot 30-05-1992                                                                    |
| D 1412, 1413                           |                                     | Ljubljana – (Jesenice) – Villach – Schwarzach-St-Veith – Salzburg – (Kornwestheim – Mannheim – Mainz – Köln-Süd) – Aachen – Schaarbeek – Brussel-Zuid (Bijzonderheden: Autotransportwagen. Overgang landgrens: Salzbug (Gr), Aachen Süd (Gr)) | SNCB                         | van ???? tot 1996                                                                          |
| D 9010, 9011                           |                                     | Ljubljana – (Jesenice) – Villach – Salzburg – (München Nordring – Kornwestheim – Mannheim – Mainz – Oberlahnstein – Köln-Kalk – Aachen) – Schaarbeek (Bijzonderheden: Autotransportwagen. Overgang landgrens: Salzburg (Gr), Aachen Süd (Gr)) | SNCB                         | van ???? tot 1985                                                                          |
| D 9020, 9021                           |                                     | Ljubljana – (Jesenice) – Villach – Salzburg – (München Nordring – Kornwestheim – Mannheim – Mainz – Oberlahnstein – Köln-Kalk – Aachen) – Schaarbeek (Bijzonderheden: Autotransportwagen. Overgang landgrens: Salzburg (Gr), Aachen Süd (Gr)) | SNCB                         | van 1978 tot ????                                                                          |
| D 9310, 9311                           |                                     | Ljubljana – (Jesenice) – Villach – Schwarzach-St-Veith – Salzburg – (Kornwestheim – Mannheim – Mainz – Köln-Süd) – Aachen – Schaarbeek – Brussel-Zuid (Bijzonderheden: Autotransportwagen. Overgang landgrens: Salzburg (Gr), Aachen Süd (Gr)) | SNCB                         | van 1986 tot ????                                                                          |
| D 93, 92                               | Bavaria                             | Zürich HB – Winterthur – St. Gallen(CH) – St. Margrethen – Bregenz – Lindau Hbf (K) – Memmingen – Buchloe – München Hbf (Overgang landgrens: St. Margrethen, Lindau Hbf) | SBB                          | van ± 1950 tot 27 september 1969                                                           |
| D 97, 96                               | Rhône-Isar (X)                      | .... – Genève – Lausanne – Fribourg – Bern – Olten – Zürich HB (K) – Winterthur – St. Gallen(CH) – St. Margrethen – Bregenz – Lindau Hbf (K) – Memmingen – Buchloe – München Hbf (Overgang landgrens: St. Margrethen, Lindau Hbf) | SBB                          | van ± 1950 tot ????                                                                        |
| D 267, 266                             |                                     | Zürich HB – Winterthur – St. Gallen(CH) – St. Margrethen – Bregenz – Lindau Hbf (K) – Memmingen – Buchloe – München Hbf (Overgang landgrens: St. Margrethen, Lindau Hbf) | SBB                          | van 21 mei 1977 tot 1987                                                                   |
| D 751, 752                             |                                     | Madrid-Chamartín – Ávila – Medina del Campo – Valladolid Campo Grande – Venta de Baños – Palencia – León – Veguellina – Astorga – Bembibre – Ponferrada – Barco de Valdeorra – A Rúa-Petín – San Clodio-Quiroga – Monforte de Lemos – Sarria – Lugo (SP) – Guitiriz – Curtis – Betanzos-Infesta – Betanzos Ciudad – Pontedeume – Ferrol nachtsneltrein met alleen 1e klas, slaaprijtuigen, couchette-rijtuigen) | RENFE                        |                                                                                            |
| D 920, 923                             |                                     | Vigo – Redondela de Galicia – Porriño – Guillarey – Orense-Empalme – Monforte de Lemos (K) – San Clodio-Quiroga – A Rúa-Petín – Barco de Valdeorra – Ponferrada – Astorga – León – Palencia – Venta de Baños (K) (voorheen) - Burgos – Logroño – Castejón de Ebro – Tudela de Navarra – Zaragoza Delicias – Monzón-Río Cinca – Lérida (K) – Reus – Tarragona – Barcelona Sants (Doorgaande rijtuigen: A Coruña – Betanzos-Infesta – Curtis – Lugo (SP) – Sarria – Monforte de Lemos – San Clodio-Quiroga – A Rúa-Petín – Barco de Valdeorra – Ponferrada, een nachtsneltrein met alleen 1e klas, slaaprijtuigen, couchette-rijtuigen) | RENFE                        |                                                                                            |

- (F) Veerbootverbinding.
- (K) Trein maakt kop op dit station.
- (X) In omgekeerde rijrichting is de naam andersom

## Weblinks
- Geschiedenis en heden van het Duitse langeafstandsverkeer
- 7 nieuwe spoorbedrijven met Open Access 2013 - Mediarail.be